# Liga dos Campeões da UEFA de Futebol Feminino de 2021–22
A Liga dos Campeões da UEFA de Futebol Feminino de 2021–22 é a 21ª edição da maior competição de clubes europeus de futebol feminino organizada pela UEFA. foi a 13ª edição desde que foi renomeada de Taça UEFA de Futebol Feminino para Liga dos Campeões de Futebol Feminino, e a primeira com fase de grupos.
A final foi disputada no Juventus Stadium em Turim, na Itália. A vencedora da Liga dos Campeões de 2021–22 ganhou uma vaga direta na fase de grupos da edição seguinte.
O árbitro assistente de vídeo (VAR), anteriormente utilizado apenas para a final, foi utilizado para todas as partidas da fase final.
Em 24 de junho de 2021, a UEFA aprovou a proposta de abolir a regra dos gols fora de casa em todas as competições de clubes da UEFA, que vinha sendo usada desde 1965. Portanto, se em uma eliminatória de ida e volta, duas equipes marcarem a mesma quantidade de gols agregados, o vencedor do empate não será decidido pelo número de gols marcados por cada equipe, mas sempre pelos 30 minutos da prorrogação, e se as duas equipes marcarem a mesma quantidade de gols na prorrogação, o vencedor será decidido por pênaltis.

## Alocação da equipe por associação
Um total de 72 equipes de 50 das 55 federações membras da UEFA participam na UEFA Champions League Feminina de 2021–22 (a exceções são a Andorra, Liechtenstein e San Marino que não organizam uma liga nacional, e Azerbaijão e Gibraltar que não classificaram nenhum representante). A classificação das federações com base nos coeficientes das federações da UEFA é usada para determinar o número de equipas participantes para cada federação:
- As associações 1 a 6 têm cada uma três equipes qualificadas.
- As associações 7 a 16 têm cada uma duas equipes qualificadas.
- As Associações 17–50 têm cada uma uma equipe qualificada.
- O vencedor da Liga dos Campeões da UEFA de 2020-2021 recebem uma entrada adicional se não se qualificarem para a Liga dos Campeões da UEFA 2021-2022 através da sua liga nacional.

### Classificação da associação
Para a Liga dos Campeões Feminina da UEFA 2021-2022, as federações recebem alocações de acordo com os coeficientes das equipes femininas da UEFA em 2020, o que leva em consideração o seu desempenho nas competições europeias de 2015–16 a 2020–21.
| Pos. | Associações        | Coef.  | Equipes |
| ---- | ------------------ | ------ | ------- |
| 1    | França             | 96.000 | 3       |
| 2    | Alemanha           | 73.000 | 3       |
| 3    | Espanha            | 58.000 | 3       |
| 4    | Inglaterra         | 56.500 | 3       |
| 5    | Suécia             | 45.500 | 3       |
| 6    | República Tchéquia | 40.500 | 3       |
| 7    | Dinamarca          | 34.500 | 2       |
| 8    | Países Baixos      | 33.000 | 2       |
| 9    | Itália             | 30.500 | 2       |
| 10   | Cazaquistão        | 29.000 | 2       |
| 11   | Noruega            | 27.500 | 2       |
| 12   | Islândia           | 26.000 | 2       |
| 13   | Suíça              | 24.000 | 2       |
| 14   | Escócia            | 23.000 | 2       |
| 15   | Rússia             | 22.500 | 2       |
| 16   | Belarus            | 19.000 | 2       |
| 17   | Chipre             | 16.000 | 1       |
| 18   | Sérvia             | 15.500 | 1       |
| 19   | Áustria            | 15.000 | 1       |

| Pos. | Associações          | Coef.  | Equipes |
| ---- | -------------------- | ------ | ------- |
| 20   | Lituânia             | 14.500 | 1       |
| 21   | Polônia              | 14.500 | 1       |
| 22   | Bélgica              | 12.500 | 1       |
| 23   | Bósnia e Herzegovina | 12.000 | 1       |
| 24   | Portugal             | 12.000 | 1       |
| 25   | Romênia              | 11.000 | 1       |
| 26   | Finlândia            | 10.500 | 1       |
| 27   | Ucrânia              | 10.000 | 1       |
| 28   | Grécia               | 9.500  | 1       |
| 29   | Hungria              | 9.000  | 1       |
| 30   | Irlanda              | 7.500  | 1       |
| 31   | Turquia              | 7.500  | 1       |
| 32   | Albânia              | 7.000  | 1       |
| 33   | Croácia              | 7.000  | 1       |
| 34   | Eslovênia            | 6.000  | 1       |
| 35   | Israel               | 5.000  | 1       |
| 36   | Bulgária             | 4.500  | 1       |
| 37   | Estônia              | 4.500  | 1       |

| Pos. | Associações        | Coef. | Equipes |
| ---- | ------------------ | ----- | ------- |
| 38   | Eslováquia         | 4.000 | 1       |
| 39   | Kosovo             | 4.000 | 1       |
| 40   | País de Gales      | 3.500 | 1       |
| 41   | Montenegro         | 3.000 | 1       |
| 42   | Ilhas Faroe        | 2.500 | 1       |
| 43   | Irlanda do Norte   | 2.000 | 1       |
| 44   | Letónia            | 1.000 | 1       |
| 45   | Malta              | 1.000 | 1       |
| 46   | Moldávia           | 0.500 | 1       |
| 47   | Armênia            | 0.000 | 1       |
| 48   | Geórgia            | 0.000 | 1       |
| 49   | Luxemburgo         | 0.000 | 1       |
| 50   | Macedônia do Norte | 0.000 | 1       |
| NR   | Azerbaijão         | —     | NE      |
| NR   | Gibraltar          | —     | NE      |
| NR   | Andorra            | —     | NL      |
| NR   | Liechtenstein      | —     | NL      |
| NR   | San Marino         | —     | NL      |

Notas
- NR: Não ranqueado (associação que não entrou em nenhuma temporada da computação dos coeficientes)
- NE: Não entrou
- NL: Não possui uma liga nacional feminina

### Distribuição
Ao contrário da Liga dos Campeões masculina, nem toda associação possui um time, e então o número de equipes na fase qualificatória (disputadas em duas rodadas de embates unilaterais nesta temporada) e na fase de grupos não podem ser determinados até que a lista completa de vagas seja conhecida.
Como o atual campeão da Champions League, o Barcelona, que tinha garantido uma vaga na fase de grupos da Champions League, já havia classificado através de sua liga nacional, então foram feitas as seguintes alterações na lista de acesso:
- O campeão da 4° associação (Inglaterra) entra na fase de grupos em vez da segunda fase.
- O campeão da 7° associação (Dinamarca) entra na segunda fase em vez da primeira fase.
- Os campeões da 4ª associação (Inglaterra) entraram na fase de grupos em vez da 2ª ronda.
- Os campeões da 7ª associação (Dinamarca) entraram na 2ª ronda em vez da 1ª ronda.
- Os campeões da 49ª associação (Luxemburgo) e 50ª associação (Armênia) entraram na primeira rodada em vez da fase preliminar, que foi pulada.

|                            |                                   | Times entrando nessa fase                                                                        | Times que avançaram da fase anterior                                                             |
| -------------------------- | --------------------------------- | ------------------------------------------------------------------------------------------------ | ------------------------------------------------------------------------------------------------ |
| 1ª Rodada (mini-torneio)   | Caminho dos Campeões (43 equipes) | - 43 campeões de associações 8 a 50                                                              |                                                                                                  |
| 1ª Rodada (mini-torneio)   | Caminho da Liga (16 equipes)      | - 6 terceiros classificados das associações 1-6 - 10 segundos classificados das associações 7-16 |                                                                                                  |
| 2ª rodada                  | Caminho dos Campeões (14 equipes) | - 3 campeões das associações 5-7                                                                 | - 11 vencedores da rodada 1 (Caminho dos Campeões)                                               |
| 2ª rodada                  | Caminho da Liga (10 equipes)      | - 6 segundos classificados das associações 1-6                                                   | - 4 vencedores da Rodada 1 (Caminho da Liga)                                                     |
| Fase de grupos (16 times)  | Fase de grupos (16 times)         | - 4 campeões das associações 1–4 (incluindo o detentor do título Barcelona)                      | - 7 vencedores da 2ª rodada (Caminho dos Campeões) - 5 vencedores da 2ª rodada (Caminho da Liga) |
| Fase mata-mata (8 equipes) | Fase mata-mata (8 equipes)        |                                                                                                  | - 4 vencedores da fase de grupos - 4 segundos colocados da fase de grupos                        |

### Equipes
Os rótulos entre parênteses mostram como cada equipe se classificou para o local de sua rodada inicial:
- TH: detentor do título da Liga dos Campeões
- 1ª, 2ª, 3ª: Posições da liga da temporada anterior
- Abd-: Posições da liga na temporada abandonada devido à pandemia de COVID-19 na Europa, conforme determinado pela federação nacional; todas as equipas estão sujeitas à aprovação da UEFA de acordo com as directrizes para a entrada nas competições europeias em resposta à pandemia COVID-19.[10]

As fases preliminares anteriores a fase de grupos são divididas em Champions Path (CH) e League Path (LP).
| Rodada de entrada               | Rodada de entrada | Times                          | Times                    | Times                  | Times                                 |
| ------------------------------- | ----------------- | ------------------------------ | ------------------------ | ---------------------- | ------------------------------------- |
| Fase de grupos                  | Fase de grupos    | BarcelonaTH (1°)               | Paris Saint-Germain (1°) | Bayern de Munique (1°) | Chelsea (1°)                          |
| Segunda rodada de qualificação  | CH                | BK Häcken (1°)                 | Sparta Praga (1°)        | HB Køge (1°)           |                                       |
| Segunda rodada de qualificação  | LP                | Lyon (2°)                      | Wolfsburg (2°)           | Real Madrid (2°)       | Manchester City (2°)                  |
| Segunda rodada de qualificação  | LP                | Rosengård (2°)                 | Slavia Praha (2º)        |                        |                                       |
| Primeira rodada de qualificação | CH                | Twente (1°)                    | Juventus (1°)            | BIIK Kazygurt (1°)     | Vålerenga (1°)                        |
| Primeira rodada de qualificação | CH                | Breiðablik (Abd-1°) [Nota ISL] | Servette (1°)            | Glasgow City (1°)      | CSKA Moscou (1°)                      |
| Primeira rodada de qualificação | CH                | Dinamo Minsk (1°)              | Apollon Limassol (1°)    | Subotica (1°)          | St. Pölten (1°)                       |
| Primeira rodada de qualificação | CH                | Gintra Universitetas (1°)      | Czarni Sosnowiec (1°)    | Anderlecht (1°)        | Benfica (1°)                          |
| Primeira rodada de qualificação | CH                | Sarajevo (1°)                  | Olimpia Cluj (1°)        | Åland United (1°)      | Zhytlobud-1 Kharkiv (1°)              |
| Primeira rodada de qualificação | CH                | PAOK (1°)                      | Ferencváros (1°)         | Beşiktaş (1°)          | Peamount United (1°)                  |
| Primeira rodada de qualificação | CH                | Vllaznia (1°)                  | Osijek (1°)              | Pomurje (1°)           | Kiryat Gat (1°)                       |
| Primeira rodada de qualificação | CH                | Flora (1°)                     | NSA Sofia (1°)           | Mitrovica (1°)         | Slovan Bratislava (Abd-1°) [Nota SVK] |
| Primeira rodada de qualificação | CH                | Swansea City (1°)              | Breznica Pljevlja (1°)   | KÍ (1°)                | Glentoran (1°)                        |
| Primeira rodada de qualificação | CH                | Birkirkara (Abd-1°) [Nota MLT] | Rīgas (1°)               | Agarista (1°)          | Kamenica Sasa (1°)                    |
| Primeira rodada de qualificação | CH                | Tbilisi Nike (1°)              | Racing Luxembourg (1°)   | Hayasa (1°)            |                                       |
| Primeira rodada de qualificação | LP                | Bordeaux (3°)                  | Hoffenheim (3°)          | Levante (3°)           | Arsenal (3°)                          |
| Primeira rodada de qualificação | LP                | Kristianstads (3°)             | Slovácko (3°)            | Brøndby (2°)           | PSV Eindhoven (2°)                    |
| Primeira rodada de qualificação | LP                | Milan (2°)                     | Okzhetpes (2°)           | Rosenborg (2°)         | Valur (Abd-2°) [Nota ISL]             |
| Primeira rodada de qualificação | LP                | Zürich (2°)                    | Celtic (2°)              | Lokomotiv Moscou (2°)  | FC Minsk (2°)                         |

Notas
- Eslováquia (SVK)^ : O Campeonato Eslovaco de Futebol Feminino de 2020–21 foi abandonado devido à pandemia de COVID-19 na Eslováquia. O melhor time da liga na época do abandono, Slovan Bratislava, foi selecionado para jogar na Liga dos Campeões Feminina de 2021–22 pela Associação Eslovaca de Futebol, entrando na primeira rodada.[11]
- Islândia (ISL)^ : O Campeonato Islandês de Futebol Feminino de 2020 foi abandonado devido à pandemia de COVID-19 na Islândia. As duas primeiras equipes da liga no momento do abandono com base no número médio de pontos por partidas disputadas para cada equipe, Breiðablik (que foram declaradas campeãs) e Valur, foram selecionadas para jogar na Liga dos Campeões Feminina de 2021–22 pela Federação Islandesa de Futebol, entrando na primeira rodada.[12]
- Malta (MLT)^ : O Campeonato Maltesa de Futebol Feminino de 2020–21 foi abandonado devido à pandemia de COVID-19 em Malta. A melhor equipa da liga na época do abandono, Birkirkara, foi selecionada para jogar na Liga dos Campeões Feminina de 2021–22 pela Associação de Futebol de Malta, entrando na primeira rodada.[13]

## Calendário
O cronograma da competição é o seguinte.
| Fase           | Rodada                    | Data do sorteio        | Jogo de ida                                      | Jogo de volta                                             |
| -------------- | ------------------------- | ---------------------- | ------------------------------------------------ | --------------------------------------------------------- |
| Qualificação   | Primeira pré-eliminatória | 2 de julho de 2021     | 17–18 de agosto de 2021 (semifinais)             | 20–21 de agosto de 2021 (final e partidas de chaveamento) |
| Qualificação   | Segunda pré-eliminatória  | 22 de agosto de 2021   | 31 de agosto–1 de setembro de 2021               | 8–9 de setembro de 2021                                   |
| Fase de grupos | Primeira rodada           | 13 de setembro de 2021 | 5–6 de outubro de 2021                           | 5–6 de outubro de 2021                                    |
| Fase de grupos | Segunda rodada            | 13 de setembro de 2021 | 13–14 de outubro de 2021                         | 13–14 de outubro de 2021                                  |
| Fase de grupos | Terceira rodada           | 13 de setembro de 2021 | 9–10 de novembro de 2021                         | 9–10 de novembro de 2021                                  |
| Fase de grupos | Quarta rodada             | 13 de setembro de 2021 | 17–18 de novembro de 2021                        | 17–18 de novembro de 2021                                 |
| Fase de grupos | Quinta rodada             | 13 de setembro de 2021 | 8–9 de dezembro de 2021                          | 8–9 de dezembro de 2021                                   |
| Fase de grupos | Sexta rodada              | 13 de setembro de 2021 | 15–16 de dezembro de 2021                        | 15–16 de dezembro de 2021                                 |
| Fase final     | Quartas de final          | 20 de dezembro de 2021 | 22–23 de março de 2022                           | 30–31 de março de 2022                                    |
| Fase final     | Semifinais                | 20 de dezembro de 2021 | 23-24 de abril de 2022                           | 30 de abril-1 de maio de 2022                             |
| Fase final     | Final                     | 20 de dezembro de 2021 | 22 de maio de 2022 no Juventus Stadium, em Turim | 22 de maio de 2022 no Juventus Stadium, em Turim          |

## Rodadas de Qualificação

### Rodada preliminar
Uma rodada preliminar consistindo de partidas de ida e volta teria sido disputada pelos campeões das federações com classificação mais baixa se mais de 50 associações tivessem entrado no torneio e os detentores do título não tivessem se classificado pela classificação na liga.  Como apenas 50 associações entraram, esta rodada foi pulada.

### Primeira pré-eliminatória
O sorteio da primeira rodada foi realizado em 2 de julho de 2021, às 13h CEST. Os anfitriões de cada torneio foram selecionados após o sorteio. As semifinais foram disputadas nos dias 17 e 18 de agosto, e as finais e disputa do terceiro lugar nos dias 20 e 21 de agosto de 2021. Os vencedores das finais avançaram para a segunda pré-eliminatória.

#### Caminho dos Campeões
Torneio 1
Anfitrião: Gintra Universitetas
|  | Semifinais           | Semifinais   |   |              | Final                | Final |  |
|  |                      |              |   |              |                      |       |  |
|  | 18 de Agosto         |              |   |              |                      |       |  |
|  | Gintra Universitetas | 2            |   |              |                      |       |  |
|  | Flora                | 0            |   |              |                      |       |  |
|  |                      |              |   |              |                      |       |  |
|  |                      |              |   |              | 21 de Agosto         |       |  |
|  |                      |              |   |              | Gintra Universitetas | 1     |  |
|  |                      | Breiðablik   | 8 |              |                      |       |  |
|  |                      |              |   |              |                      |       |  |
|  |                      |              |   |              |                      |       |  |
|  |                      |              |   |              | Terceiro lugar       |       |  |
|  | 18 de Agosto         | 18 de Agosto |   | 21 de Agosto | 21 de Agosto         |       |  |
|  | Breiðablik           | 7            |   | KÍ           | 0                    |       |  |
|  | KÍ                   | 0            |   |              | Flora                | 1     |  |

Torneio 2
Anfitrião: Glasgow City
|  | Semifinais        | Semifinais   |   |                         | Final          | Final |  |
|  |                   |              |   |                         |                |       |  |
|  | 18 de Agosto      |              |   |                         |                |       |  |
|  | BIIK Kazygurt     | 4            |   |                         |                |       |  |
|  | Slovan Bratislava | 0            |   |                         |                |       |  |
|  |                   |              |   |                         |                |       |  |
|  |                   |              |   |                         | 21 de Agosto   |       |  |
|  |                   |              |   |                         | BIIK Kazygurt  | 0     |  |
|  |                   | Glasgow City | 1 |                         |                |       |  |
|  |                   |              |   |                         |                |       |  |
|  |                   |              |   |                         |                |       |  |
|  |                   |              |   |                         | Terceiro lugar |       |  |
|  | 18 de Agosto      | 18 de Agosto |   | 21 de Agosto            | 21 de Agosto   |       |  |
|  | Glasgow City      | 3            |   | Slovan Bratislava (pro) | 1              |       |  |
|  | Birkirkara        | 0            |   |                         | Birkirkara     | 0     |  |

Torneio 3
Anfitrião: Osijek
|  | Semifinais        | Semifinais   |   |                   | Final          | Final |  |
|  |                   |              |   |                   |                |       |  |
|  | 18 de Agosto      |              |   |                   |                |       |  |
|  | Anderlecht        | 3            |   |                   |                |       |  |
|  | Hayasa            | 0            |   |                   |                |       |  |
|  |                   |              |   |                   |                |       |  |
|  |                   |              |   |                   | 21 de Agosto   |       |  |
|  |                   |              |   |                   | Anderlecht     | 0     |  |
|  |                   | Osijek       | 1 |                   |                |       |  |
|  |                   |              |   |                   |                |       |  |
|  |                   |              |   |                   |                |       |  |
|  |                   |              |   |                   | Terceiro lugar |       |  |
|  | 18 de Agosto      | 18 de Agosto |   | 21 de Agosto      | 21 de Agosto   |       |  |
|  | Osijek            | 5            |   | Breznica Pljevija | 3              |       |  |
|  | Breznica Pljevija | 0            |   |                   | Hayasa         | 2     |  |

Torneio 4
Anfitrião: SFK 2000
|  | Semifinais        | Semifinais        |   |                      | Final          | Final |  |
|  |                   |                   |   |                      |                |       |  |
|  | 18 de Agosto      |                   |   |                      |                |       |  |
|  | Benfica           | 4                 |   |                      |                |       |  |
|  | Kiryat Gat        | 0                 |   |                      |                |       |  |
|  |                   |                   |   |                      |                |       |  |
|  |                   |                   |   |                      | 21 de Agosto   |       |  |
|  |                   |                   |   |                      | Benfica        | 7     |  |
|  |                   | Racing Luxembourg | 0 |                      |                |       |  |
|  |                   |                   |   |                      |                |       |  |
|  |                   |                   |   |                      |                |       |  |
|  |                   |                   |   |                      | Terceiro lugar |       |  |
|  | 18 de Agosto      | 18 de Agosto      |   | 21 de Agosto         | 21 de Agosto   |       |  |
|  | SFK 2000          | 0                 |   | SFK 2000 (pro) (pen) | 1(4)           |       |  |
|  | Racing Luxembourg | 1                 |   |                      | Kiryat Gat     | 1(2)  |  |

Torneio 5
Anfitrião: Åland United
|  | Semifinais   | Semifinais   |   |              | Final          | Final |  |
|  |              |              |   |              |                |       |  |
|  | 18 de Agosto |              |   |              |                |       |  |
|  | Servette     | 1            |   |              |                |       |  |
|  | Glentoran    | 0            |   |              |                |       |  |
|  |              |              |   |              |                |       |  |
|  |              |              |   |              | 21 de Agosto   |       |  |
|  |              |              |   |              | Servette       | 1     |  |
|  |              | Åland United | 0 |              |                |       |  |
|  |              |              |   |              |                |       |  |
|  |              |              |   |              |                |       |  |
|  |              |              |   |              | Terceiro lugar |       |  |
|  | 18 de Agosto | 18 de Agosto |   | 21 de Agosto | 21 de Agosto   |       |  |
|  | Olimpia Cluj | 0            |   | Olimpia Cluj | 0              |       |  |
|  | Åland United | 4            |   |              | Glentoran      | 2     |  |

Torneio 6
Anfitrião: Apollon Limassol
|  | Semifinais             | Semifinais   |   |              | Final            | Final |  |
|  |                        |              |   |              |                  |       |  |
|  | 18 de Agosto           |              |   |              |                  |       |  |
|  | Apollon Limassol (pro) | 2            |   |              |                  |       |  |
|  | Dinamo Minsk           | 0            |   |              |                  |       |  |
|  |                        |              |   |              |                  |       |  |
|  |                        |              |   |              | 21 de Agosto     |       |  |
|  |                        |              |   |              | Apollon Limassol | 2     |  |
|  |                        | CSKA Moscou  | 1 |              |                  |       |  |
|  |                        |              |   |              |                  |       |  |
|  |                        |              |   |              |                  |       |  |
|  |                        |              |   |              | Terceiro lugar   |       |  |
|  | 18 de Agosto           | 18 de Agosto |   | 21 de Agosto | 21 de Agosto     |       |  |
|  | CSKA Moscou (pro)      | 4            |   | Dinamo Minsk | 2                |       |  |
|  | Swansea City           | 1            |   |              | Swansea City     | 0     |  |

Torneio 7
Anfitrião: PAOK
|  | Semifinais   | Semifinais   |   |              | Final          | Final |  |
|  |              |              |   |              |                |       |  |
|  | 18 de Agosto |              |   |              |                |       |  |
|  | Vålerenga    | 5            |   |              |                |       |  |
|  | Mitrovica    | 0            |   |              |                |       |  |
|  |              |              |   |              |                |       |  |
|  |              |              |   |              | 21 de Agosto   |       |  |
|  |              |              |   |              | Vålerenga      | 2     |  |
|  |              | PAOK         | 0 |              |                |       |  |
|  |              |              |   |              |                |       |  |
|  |              |              |   |              |                |       |  |
|  |              |              |   |              | Terceiro lugar |       |  |
|  | 18 de Agosto | 18 de Agosto |   | 21 de Agosto | 21 de Agosto   |       |  |
|  | PAOK         | 6            |   | Mitrovica    | 3              |       |  |
|  | Agarista     | 0            |   |              | Agarista       | 0     |  |

Torneio 8
Anfitrião: Juventus
|  | Semifinais    | Semifinais   |   |              | Final          | Final |  |
|  |               |              |   |              |                |       |  |
|  | 18 de Agosto  |              |   |              |                |       |  |
|  | St. Pölten    | 7            |   |              |                |       |  |
|  | Beşiktaş      | 0            |   |              |                |       |  |
|  |               |              |   |              |                |       |  |
|  |               |              |   |              | 21 de Agosto   |       |  |
|  |               |              |   |              | St. Pölten     | 1     |  |
|  |               | Juventus     | 4 |              |                |       |  |
|  |               |              |   |              |                |       |  |
|  |               |              |   |              |                |       |  |
|  |               |              |   |              | Terceiro lugar |       |  |
|  | 18 de Agosto  | 18 de Agosto |   | 21 de Agosto | 21 de Agosto   |       |  |
|  | Juventus      | 12           |   | Beşiktaş     | 4              |       |  |
|  | Kamenica Sasa | 0            |   |              | Kamenica Sasa  | 0     |  |

Torneio 9
Anfitrião: Twente
|  | Semifinais      | Semifinais   |   |                 | Final          | Final |  |
|  |                 |              |   |                 |                |       |  |
|  | 18 de Agosto    |              |   |                 |                |       |  |
|  | Twente          | 9            |   |                 |                |       |  |
|  | Tbilisi Nike    | 0            |   |                 |                |       |  |
|  |                 |              |   |                 |                |       |  |
|  |                 |              |   |                 | 21 de Agosto   |       |  |
|  |                 |              |   |                 | Twente (pro)   | 5     |  |
|  |                 | Subotica     | 3 |                 |                |       |  |
|  |                 |              |   |                 |                |       |  |
|  |                 |              |   |                 |                |       |  |
|  |                 |              |   |                 | Terceiro lugar |       |  |
|  | 18 de Agosto    | 18 de Agosto |   | 21 de Agosto    | 21 de Agosto   |       |  |
|  | Subotica        | 5            |   | Peamount United | --             |       |  |
|  | Peamount United | 2            |   |                 | Tbilisi Nike   | --    |  |

O desempate pelo terceiro lugar entre Peamount United e Tbilisi Nike foi cancelado após decisão das autoridades de saúde holandesas de colocar toda a equipe de Tbilisi Nike em quarentena após uma jogadora ter testado positivo para COVID-19. A decisão sobre o resultado do jogo será tomada pela UEFA.
Torneio 10
Anfitrião: Pormurje
|  | Semifinais          | Semifinais   |   |              | Final               | Final |  |
|  |                     |              |   |              |                     |       |  |
|  | 18 de Agosto        |              |   |              |                     |       |  |
|  | Zhytlobud-1 Kharkiv | 5            |   |              |                     |       |  |
|  | NSA Sofia           | 1            |   |              |                     |       |  |
|  |                     |              |   |              |                     |       |  |
|  |                     |              |   |              | 21 de Agosto        |       |  |
|  |                     |              |   |              | Zhytlobud-1 Kharkiv | 4     |  |
|  |                     | Pormurje     | 1 |              |                     |       |  |
|  |                     |              |   |              |                     |       |  |
|  |                     |              |   |              |                     |       |  |
|  |                     |              |   |              | Terceiro lugar      |       |  |
|  | 18 de Agosto        | 18 de Agosto |   | 21 de Agosto | 21 de Agosto        |       |  |
|  | Pormurje            | 6            |   | NSA Sofia    | 2                   |       |  |
|  | Rīgas               | 1            |   |              | Rīgas               | 1     |  |

Torneio 11
Anfitrião: Czarni Sosnowiec
|  | Semifinais - 17 de Agosto | Semifinais - 17 de Agosto | Semifinais - 17 de Agosto |  |  | Final - 20 de Agosto | Final - 20 de Agosto | Final - 20 de Agosto |
|  |                           |                           |                           |  |  |                      |                      |                      |
|  |                           |                           |                           |  |  | Vllaznia (pro) (pen) | Vllaznia (pro) (pen) | 0 (3)                |
|  | Ferencváros               | Ferencváros               | 2                         |  |  | Ferencváros          | Ferencváros          | 0 (1)                |
|  | Czarni Sosnowiec          | Czarni Sosnowiec          | 1                         |  |  |                      |                      |                      |

#### Caminho da Liga
Torneio 1
Anfitrião: Zürich
|  | Semifinais   | Semifinais   |   |              | Final          | Final |  |
|  |              |              |   |              |                |       |  |
|  | 17 de Agosto |              |   |              |                |       |  |
|  | Hoffenheim   | 1            |   |              |                |       |  |
|  | Valur        | 0            |   |              |                |       |  |
|  |              |              |   |              |                |       |  |
|  |              |              |   |              | 20 de Agosto   |       |  |
|  |              |              |   |              | Hoffenheim     | 2     |  |
|  |              | Milan        | 0 |              |                |       |  |
|  |              |              |   |              |                |       |  |
|  |              |              |   |              |                |       |  |
|  |              |              |   |              | Terceiro lugar |       |  |
|  | 17 de Agosto | 17 de Agosto |   | 20 de Agosto | 20 de Agosto   |       |  |
|  | Zürich       | 1            |   | Zürich       | 1              |       |  |
|  | Milan        | 2            |   |              | Valur          | 3     |  |

Torneio 2
Anfitrião: Kristianstad
|  | Semifinais   | Semifinais   |   |              | Final          | Final |  |
|  |              |              |   |              |                |       |  |
|  | 18 de Agosto |              |   |              |                |       |  |
|  | Bordeaux     | 2            |   |              |                |       |  |
|  | Slovácko     | 1            |   |              |                |       |  |
|  |              |              |   |              |                |       |  |
|  |              |              |   |              | 21 de Agosto   |       |  |
|  |              |              |   |              | Bordeaux       | 3     |  |
|  |              | Kristianstad | 1 |              |                |       |  |
|  |              |              |   |              |                |       |  |
|  |              |              |   |              |                |       |  |
|  |              |              |   |              | Terceiro lugar |       |  |
|  | 18 de Agosto | 18 de Agosto |   | 21 de Agosto | 21 de Agosto   |       |  |
|  | Brøndby      | 0            |   | Brøndby      | 2              |       |  |
|  | Kristianstad | 1            |   |              | Slovácko       | 1     |  |

Torneio 3
Anfitrião: Rosenborg
|  | Semifinais   | Semifinais   |   |                | Final          | Final |  |
|  |              |              |   |                |                |       |  |
|  | 18 de Agosto |              |   |                |                |       |  |
|  | Levante      | 2            |   |                |                |       |  |
|  | Celtic       | 1            |   |                |                |       |  |
|  |              |              |   |                |                |       |  |
|  |              |              |   |                | 21 de Agosto   |       |  |
|  |              |              |   |                | Levante (pro)  | 4     |  |
|  |              | Rosenborg    | 3 |                |                |       |  |
|  |              |              |   |                |                |       |  |
|  |              |              |   |                |                |       |  |
|  |              |              |   |                | Terceiro lugar |       |  |
|  | 18 de Agosto | 18 de Agosto |   | 21 de Agosto   | 21 de Agosto   |       |  |
|  | FC Minsk     | 1            |   | FC Minsk (pro) | 3              |       |  |
|  | Rosenborg    | 2            |   |                | Celtic         | 2     |  |

Torneio 4
Anfitrião: Lokomotiv Moscou
|  | Semifinais       | Semifinais   |   |              | Final            | Final |  |
|  |                  |              |   |              |                  |       |  |
|  | 18 de Agosto     |              |   |              |                  |       |  |
|  | Arsenal          | 4            |   |              |                  |       |  |
|  | Okzhetpes        | 0            |   |              |                  |       |  |
|  |                  |              |   |              |                  |       |  |
|  |                  |              |   |              | 21 de Agosto     |       |  |
|  |                  |              |   |              | Arsenal          | 3     |  |
|  |                  | PSV          | 1 |              |                  |       |  |
|  |                  |              |   |              |                  |       |  |
|  |                  |              |   |              |                  |       |  |
|  |                  |              |   |              | Terceiro lugar   |       |  |
|  | 18 de Agosto     | 18 de Agosto |   | 21 de Agosto | 21 de Agosto     |       |  |
|  | PSV              | 3            |   | Okzhetpes    | 0                |       |  |
|  | Lokomotiv Moscou | 1            |   |              | Lokomotiv Moscou | 4     |  |

### Segunda pré-eliminatória
O sorteio da segunda rodada foi realizado em 22 de agosto de 2021, às 13h CEST. Os jogos de ida foram disputados em 31 de agosto e 1 de setembro, e os jogos de volta em 8 e 9 de setembro de 2021.
Os vencedores das eliminatórias avançam para a fase de grupos.

#### Caminho dos Campeões
| Equipe 1         | Total | Equipe 2            | 1.º jogo | 2.º jogo |
| ---------------- | ----- | ------------------- | -------- | -------- |
| Sparta Praga     | 0–3   | HB Køge             | 0–1      | 0–2      |
| Osijek           | 1–4   | Breiðablik          | 1–1      | 0–3      |
| Vllaznia         | 0–3   | Juventus            | 0–2      | 0–1      |
| Twente           | 1–5   | Benfica             | 1–1      | 0–4      |
| Apollon Limassol | 2–5   | Zhytlobud-1 Kharkiv | 1–2      | 1–3      |
| Servette         | 3–2   | Glasgow City        | 1–1      | 2–1      |
| Vålerenga        | 3–6   | BK Häcken           | 1–3      | 2–3      |

#### Caminho da Liga
| Equipe 1    | Total       | Equipe 2        | 1.º jogo | 2.º jogo |
| ----------- | ----------- | --------------- | -------- | -------- |
| Levante     | 2–4         | Lyon            | 1–2      | 1–2      |
| Arsenal     | 7–0         | Slavia Praha    | 3–0      | 4–0      |
| Real Madrid | 2–1         | Manchester City | 1–1      | 1–0      |
| Wolfsburg   | 5–5 (3–0 p) | Bordeaux        | 3–2      | 2–3      |
| Rosengård   | 3–6         | Hoffenheim      | 0–3      | 3–3      |

## Fase de grupos
O sorteio da fase de grupos realizou-seema 13 de setembro de 2021, às 13h CEST, em Nyon. As 16 equipes foram divididas em quatro grupos de quatro. Para o sorteio, as equipes foram semeadas em quatro potes, cada um dos quatro times, com base nos seguintes princípios:
- O pote 1 continha os quatro participantes diretos, ou seja, os campeões da Liga dos Campeões e os campeões das três principais federações com base nos coeficientes feminino por país de 2020 da UEFA.[17]
- Os potes 2, 3 e 4 continham as equipes restantes, semeadas com base nos coeficientes de clubes femininos de 2021 da UEFA.[18]

Equipes da mesma associação podem ser sorteadas no mesmo grupo. Antes do sorteio, a UEFA formou uma dupla de equipes para associações com duas ou três equipas com base na televisão, onde uma equipa foi sorteada para os Grupos A – B e a outra para os Grupos C – D, para que as duas equipes jogassem em dias diferentes. Clubes de países com condições severas de inverno (Suécia, Islândia) receberam uma posição em seu grupo que lhes permitiu jogar fora na sexta rodada.
As partidas serão disputadas de 5 a 6 de outubro, 13 a 14 de outubro, 9 a 10 de novembro, 17 a 18 de novembro, 8 a 9 de dezembro e 15 a 16 de dezembro de 2021. As duas primeiras equipes de cada grupo avançam para as quartas de final.
HB Køge, Hoffenheim e Real Madrid jogam a Liga dos Campeões Feminina pela primeira vez nesta temporada.

### Grupo A
| Pos. | Equipe    | Pts | J | V | E | D | GP | GC | SG  |
| ---- | --------- | --- | - | - | - | - | -- | -- | --- |
| 1    | Wolfsburg | 11  | 6 | 3 | 2 | 1 | 17 | 7  | +10 |
| 2    | Juventus  | 11  | 6 | 3 | 2 | 1 | 12 | 4  | +8  |
| 3    | Chelsea   | 11  | 6 | 3 | 2 | 1 | 13 | 8  | +5  |
| 4    | Servette  | 0   | 6 | 0 | 0 | 6 | 0  | 23 | -23 |

|           | CHE | WOL | JUV | SER |
| --------- | --- | --- | --- | --- |
| Chelsea   |     | 3—3 | 0—0 | 1—0 |
| Wolfsburg | 4—0 |     | 0—2 | 5—0 |
| Juventus  | 1—2 | 2—2 |     | 4—0 |
| Servette  | 0—7 | 0—3 | 0—3 |     |

### Grupo B
| Pos. | Equipe              | Pts | J | V | E | D | GP | GC | SG  |
| ---- | ------------------- | --- | - | - | - | - | -- | -- | --- |
| 1    | Paris Saint-Germain | 18  | 6 | 6 | 0 | 0 | 25 | 0  | +25 |
| 2    | Real Madrid         | 12  | 6 | 4 | 0 | 2 | 12 | 6  | +6  |
| 3    | Zhytlobud-1 Kharkiv | 4   | 6 | 1 | 1 | 4 | 2  | 15 | -13 |
| 4    | Breiðablik          | 1   | 6 | 0 | 1 | 5 | 0  | 18 | -18 |

|                     | PSG | BRE | RMA | KHA |
| ------------------- | --- | --- | --- | --- |
| Paris Saint-Germain |     | 6—0 | 4—0 | 5—0 |
| Breiðablik          | 0—2 |     | 0—3 | 0—2 |
| Real Madrid         | 0—2 | 5—0 |     | 3—0 |
| Zhytlobud-1 Kharkiv | 0—6 | 0—0 | 0—1 |     |

### Grupo C
| Pos. | Equipe     | Pts | J | V | E | D | GP | GC | SG  |
| ---- | ---------- | --- | - | - | - | - | -- | -- | --- |
| 1    | Barcelona  | 18  | 6 | 6 | 0 | 0 | 24 | 1  | +23 |
| 2    | Arsenal    | 9   | 6 | 3 | 0 | 3 | 14 | 13 | +1  |
| 3    | Hoffenheim | 9   | 6 | 3 | 0 | 3 | 11 | 15 | -4  |
| 4    | HB Køge    | 0   | 6 | 0 | 0 | 6 | 2  | 22 | -20 |

|            | BAR | ARS | HOF | HBK |
| ---------- | --- | --- | --- | --- |
| Barcelona  |     | 4-1 | 4-0 | 5-0 |
| Arsenal    | 0-4 |     | 4-0 | 3-0 |
| Hoffenheim | 0-5 | 4-1 |     | 5-0 |
| HB Køge    | 0-2 | 1-5 | 1-2 |     |

### Grupo D
| Pos. | Equipe            | Pts | J | V | E | D | GP | GC | SG  |
| ---- | ----------------- | --- | - | - | - | - | -- | -- | --- |
| 1    | Lyon              | 15  | 6 | 5 | 0 | 1 | 19 | 2  | +17 |
| 2    | Bayern de Munique | 13  | 6 | 4 | 1 | 1 | 15 | 3  | +12 |
| 3    | Benfica           | 4   | 6 | 1 | 1 | 4 | 2  | 16 | -14 |
| 4    | BK Häcken         | 3   | 6 | 1 | 0 | 5 | 3  | 18 | -15 |

|                   | BAY | LYO | HAK | BEN |
| ----------------- | --- | --- | --- | --- |
| Bayern de Munique |     | 1—0 | 4—0 | 4—0 |
| Lyon              | 2—1 |     | 4—0 | 5—0 |
| BK Häcken         | 1—5 | 0—3 |     | 1—2 |
| Benfica           | 0—0 | 0—5 | 0—1 |     |

## Fase Final
Na fase final, as equipes jogam umas contra as outras em partidas de ida e volta, exceto na final que é disputada em uma única partida.

### Equipes classificadas
| Grupo | Líderes de grupo    | Vice-líderes de grupo |
| ----- | ------------------- | --------------------- |
| A     | Wolfsburg           | Juventus              |
| B     | Paris Saint-Germain | Real Madrid           |
| C     | Barcelona           | Arsenal               |
| D     | Lyon                | Bayern de Munique     |

### Esquema
|  | Quartas-de-final    | Quartas-de-final | Quartas-de-final | Quartas-de-final |   |                     | Semifinais              | Semifinais              | Semifinais              | Semifinais              |  |  | Final      | Final      | Final      | Final      |
|  | 22 a 31 de março    | 22 a 31 de março | 22 a 31 de março | 22 a 31 de março |   |                     | 23 de abril a 1 de maio | 23 de abril a 1 de maio | 23 de abril a 1 de maio | 23 de abril a 1 de maio |  |  | 22 de maio | 22 de maio | 22 de maio | 22 de maio |
|  |                     |                  |                  |                  |   |                     |                         |                         |                         |                         |  |  |            |            |            |            |
|  | Bayern de Munique   | 1                | 2                | 3                |   |                     |                         |                         |                         |                         |  |  |            |            |            |            |
|  | Paris Saint-Germain | 2                | 2                | 4                |   |                     |                         |                         |                         |                         |  |  |            |            |            |            |
|  | Paris Saint-Germain | 2                | 2                | 4                |   | Paris Saint-Germain | 2                       | 1                       | 3                       |                         |  |  |            |            |            |            |
|  |                     |                  |                  |                  |   | Paris Saint-Germain | 2                       | 1                       | 3                       |                         |  |  |            |            |            |            |
|  |                     | Lyon             | 3                | 2                | 5 |                     |                         |                         |                         |                         |  |  |            |            |            |            |
|  | Juventus            | Lyon             | 3                | 2                | 5 | 2                   | 1                       | 3                       |                         |                         |  |  |            |            |            |            |
|  | Juventus            |                  |                  |                  |   | 2                   | 1                       | 3                       |                         |                         |  |  |            |            |            |            |
|  | Lyon                | 1                | 3                | 4                |   |                     |                         |                         |                         |                         |  |  |            |            |            |            |
|  |                     |                  |                  |                  |   |                     |                         |                         |                         |                         |  |  | Lyon       | 3          |            |            |
|  |                     |                  | Barcelona        | 1                |   |                     |                         |                         |                         |                         |  |  |            |            |            |            |
|  | Arsenal             | 1                | 0                | 1                |   |                     |                         |                         |                         |                         |  |  |            |            |            |            |
|  | Wolfsburg           | 1                | 2                | 3                |   |                     |                         |                         |                         |                         |  |  |            |            |            |            |
|  | Wolfsburg           | 1                | 2                | 3                |   | Wolfsburg           | 1                       | 2                       | 3                       |                         |  |  |            |            |            |            |
|  |                     |                  |                  |                  |   | Wolfsburg           | 1                       | 2                       | 3                       |                         |  |  |            |            |            |            |
|  |                     | Barcelona        | 5                | 0                | 5 |                     |                         |                         |                         |                         |  |  |            |            |            |            |
|  | Real Madrid         | Barcelona        | 5                | 0                | 5 | 1                   | 2                       | 3                       |                         |                         |  |  |            |            |            |            |
|  | Real Madrid         |                  |                  |                  |   | 1                   | 2                       | 3                       |                         |                         |  |  |            |            |            |            |
|  | Barcelona           | 3                | 5                | 8                |   |                     |                         |                         |                         |                         |  |  |            |            |            |            |

### Quartas de final
O sorteio para as quartas de final foi realizado em 20 de dezembro de 2021. As partidas de ida serão disputadas em 22 e 23 de março, e as partidas de volta em 30 e 31 de março de 2022.
| Equipe 1          | Total | Equipe 2  | 1.º jogo | 2.º jogo |
| ----------------- | ----- | --------- | -------- | -------- |
| Bayern de Munique | 3–4   | PSG       | 1–2      | 2–2(pro) |
| Juventus          | 3–4   | Lyon      | 2–1      | 1–3      |
| Arsenal           | 1–3   | Wolfsburg | 1–1      | 0–2      |
| Real Madrid       | 3–8   | Barcelona | 1–3      | 2–5      |

### Semifinais
O sorteio para as semifinais foi realizado em 20 de dezembro de 2021 (após o sorteio das quartas de final). As partidas de ida serão disputadas de 22 a 24 de abril e as partidas de volta em 30 de abril e 1 de maio de 2022. As quartas e semifinais do Barcelona como mandante (91.553 e 91.648) foram os maiores públicos no futebol feminino desde 1971, México–Dinamarca (110.000), no Estádio Azteca.
| Equipe 1  | Total | Equipe 2  | 1.º jogo | 2.º jogo |
| --------- | ----- | --------- | -------- | -------- |
| Barcelona | 5–3   | Wolfsburg | 5–1      | 0–2      |
| Lyon      | 5–3   | PSG       | 3–2      | 2–1      |

### Final
A final será disputada em 22 de maio de 2022 no Juventus Stadium, em Turim. Um sorteio foi realizado em 20 de dezembro de 2021, (após os sorteios das quartas de final e das semifinais), para determinar qual vencedor da semifinal seria designado como a equipe "da casa" para fins administrativos.
| 22 de maio de 2022 | Barcelona | 1 –3 | Lyon | Juventus Stadium, Turim |
| a confirmarCEST    |           |      |      |                         |

## Estatísticas
Gols e assistências contabilizados a partir da fase de grupos, excluindo as fases de qualificação.
 Atualizado em 24 de abril de 2022